# Hässelby slott

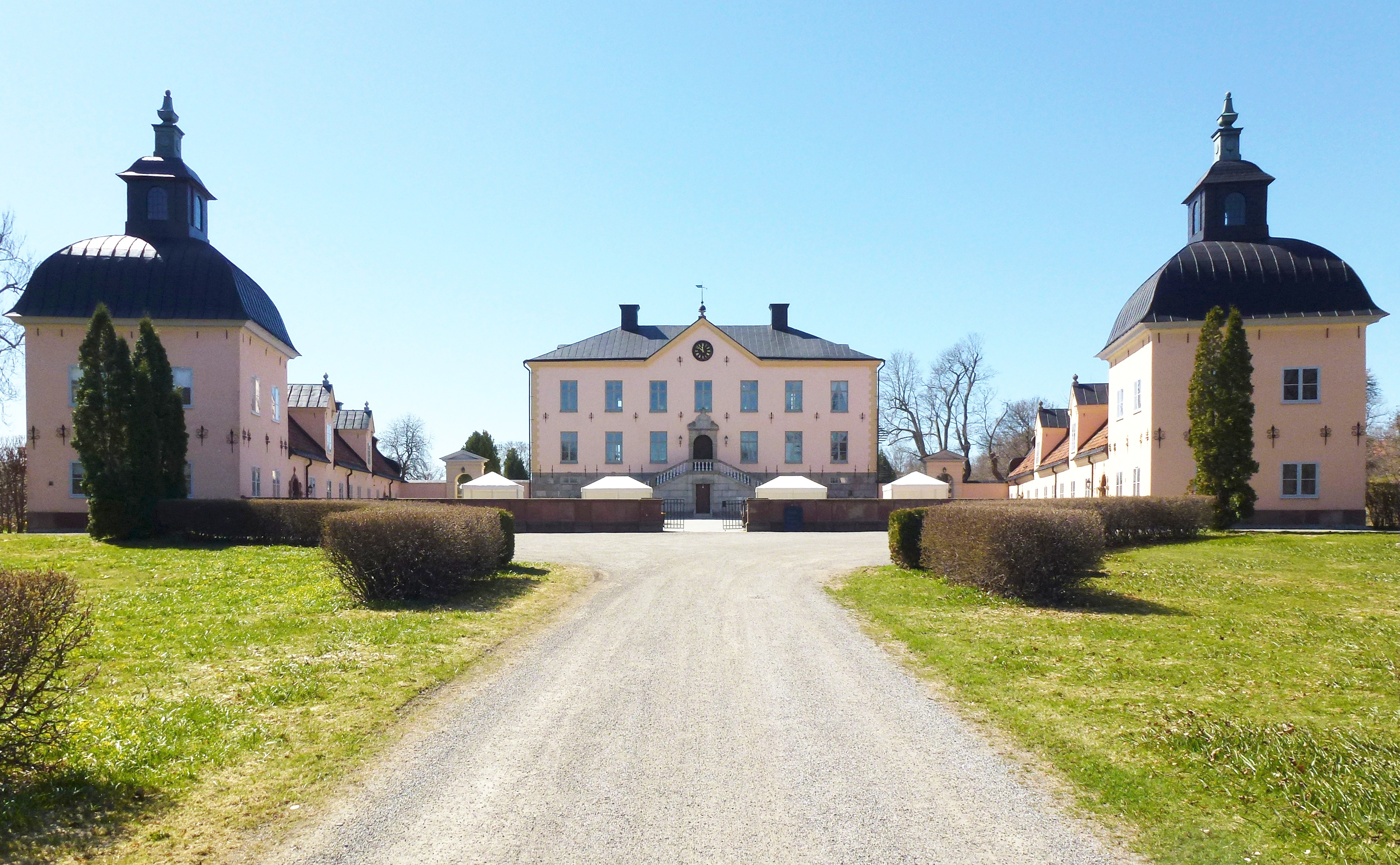
Hässelby slotts huvudfasad och flyglar, vy från norr, 3 maj 2013.

Hässelby slott är ett tidigare säteri i Hässelby gård i Spånga socken i Stockholms kommun. I samband med bildandet av stadsdelen Hässelby gård bestämdes att sätesgården skulle heta "Hässelby slott", för att undvika förväxlingar med stadsdelen. I nuvarande marknadsföring kallas anläggningen Hesselby slott (med den äldre stavningen). Gården uppfördes på 1650-talet möjligen efter ritningar av arkitekten Simon de la Vallée och är därmed en av de äldsta bevarade profana byggnaderna i Stockholm. Anläggningen har en intressant form med de tornavslutade flyglarna ställda i svag vinkel inåt.
Huvudbyggnaden är i två våningar jämte två flyglar med de tornförsedda högre paviljongerna. Huvudbyggnaden har släta, ljusgula fasader med dekorativa ankarjärn från 1600-talet och en sandstensportal krönt av Gustaf Bondes och hans andra hustrus Christina Natt och Dags vapensköldar. En dubbeltrappa i granit leder upp till portalen. Denna trappa från 1860-talet ersatte en tidigare sandstenstrappa. Gårdsplanen är lagd i ett mönster av rutor och är helt sluten genom högre murar med portar mellan huvudbyggnaden och flyglarna samt genom en högre mur mellan flyglarnas tornpaviljonger. Gustaf Bonde (1620-1667) började på 1640-talet uppföra Hässelby och hans son Carl Bonde (1648–1699) fullbordade slottet. Arkitekter var i tur och ordning far och son, Simon de la Vallée och Jean de la Vallée.  
Efter en brand 1721 gick 1600-talsinredningarna förlorade och då reparerades slottet. Med undantag för åren 1855-1876 var slottet i släkten Bondes ägo till 1931, då Stockholms stad köpte det. Anläggningen restaurerades 1960-1963 och blev då Nordiskt kulturcentrum.

## Försäljning av slottet

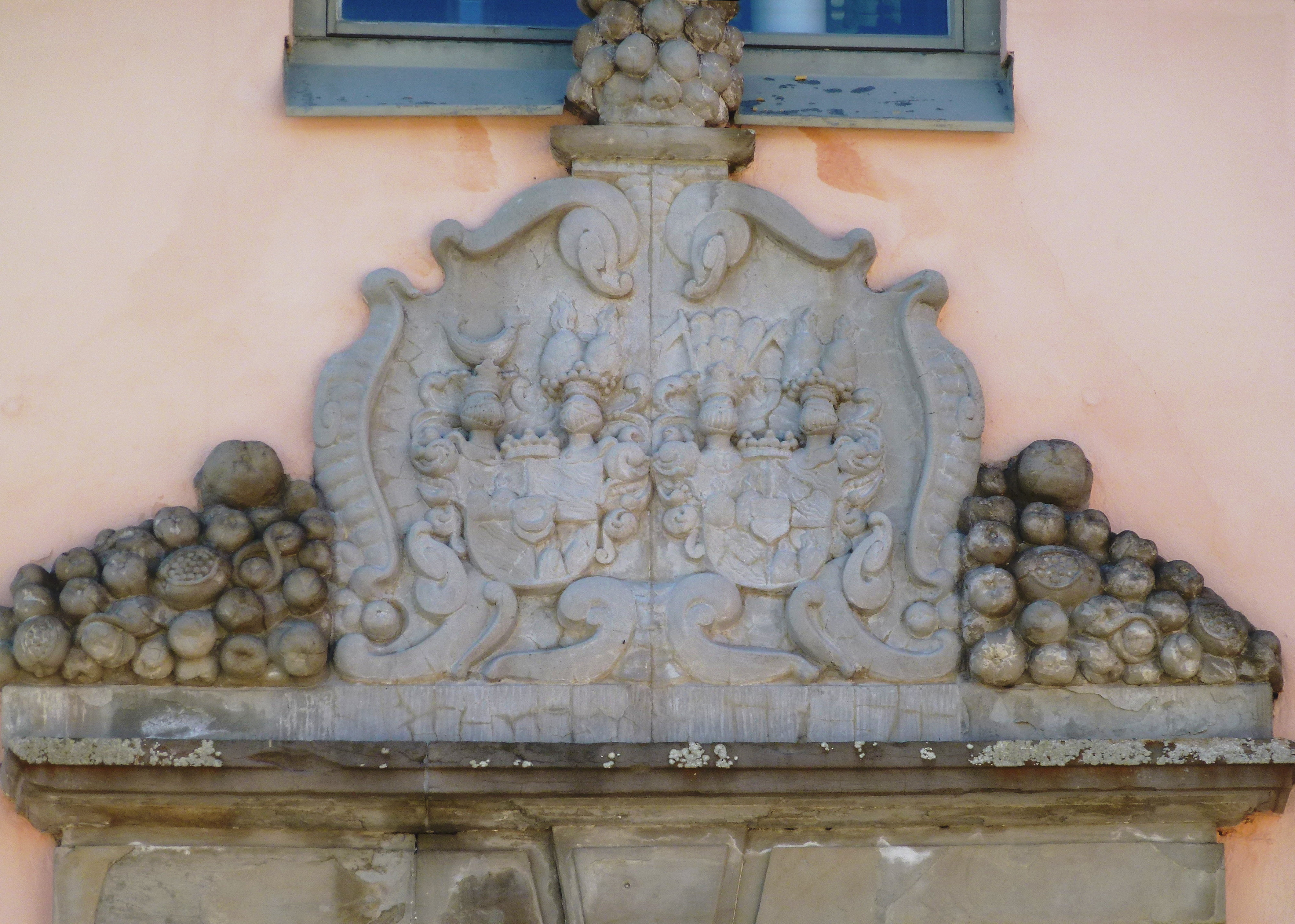
Sandstenportalen till slottet kröns av Gustaf Bondes (1620-1667) och hans andra hustrus Christina Natt och Dags vapensköldar.
Gustaf Bonde var son till Carl Bonde (1581–1652) och Beata Oxenstierna och far till Carl Bonde (1648–1699).

Sedan den 1 oktober 2006 är Hässelby slott ett statligt byggnadsminne. I november 2009 klubbade Stockholms stads fullmäktige igenom en försäljning av slottet för 50 miljoner, efter en lång förhandling med flera parter. De nya ägarna är Torbjörn Blomqvist, som äger bland annat Ulfsunda och Åkeshovs slott, tillsammans med artisten Tomas Ledin. De tog över slottet i december 2010, och bytte då stavning till det gammaldags "Hesselby Slott", för att bedriva restaurang-, utbildnings-, hotell- och konferensverksamhet; i fastighetsregistret används dock den moderna stavningen med ä.

## Tidig historik

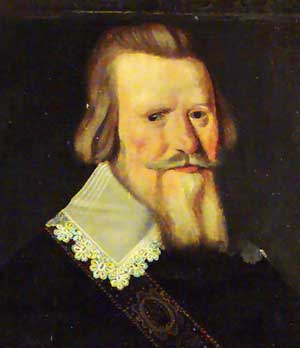
Riksrådet Carl Bonde (1581-1652) var den förste ägaren av Hässelby slott. Han påbörjade slottsaläggningen 1640 som en stor lantvilla efter ritningar av Simon de la Vallée.

### Namnet Hässelby
Namnet Hässelby - men då stavat Elisby - nämns för första gången i en köpehandling från år 1344. Där Hässelby slott ligger idag fanns redan på 1300-talet en by som hette Hæsliby, alltså Hässelby by. Platsen markeras idag av en kulle öster om slottsuppfarten som utgör ett gravfält från vikingatiden. För att påminna om den långa historiken flyttades på 1860-talet runstenen U 79 hit och restes på kullen.

### Äldsta tiden
Under 1500-talet ägdes gårdarna i Hässelby av bland andra Nils Nilsson (Natt och Dag). På 1630- talet sökte riksrådet Carl Bonde (1581-1652) en passande plats för en ståndsmässig gård i Stockholmstrakten. I Spånga socken fann han den rätta omgivningen och 1636 fick Bonde en av gårdarna i Hässelby som en donation av kronan. Bygget av säterigården Hessleby påbörjades i början av 1640-talet och arkitektuppdraget gick till Simon de la Vallée. Carl Bonde fick dock inte se sitt nya hem fullbordat, han dog 1652.

### Byggnationen under 1640- och 1650-talen
Carl Bondes son, riksskattmästaren Gustaf Bonde, övertog planeringen och förverkligade den. Den slottsliknande byggnaden bestod ursprungligen av tre våningar. Förgården har en oregelbunden planform efter mönster från Capitolium i Rom. En dubbelarmad fritrappa leder upp till huvudbyggnadens portal, som är byggd i renässansstil. Flyglarna är ritade av Jean de la Vallée och de byggdes först 1655 av sonen Gustaf Bonde, som senare blev riksskattmästare. Den 21 april 1656 började arbetena med huvudbyggnaden och på hösten 1657 var huset så pass färdig att familjen Bonde kunde flytta in.

### Historiska kartor

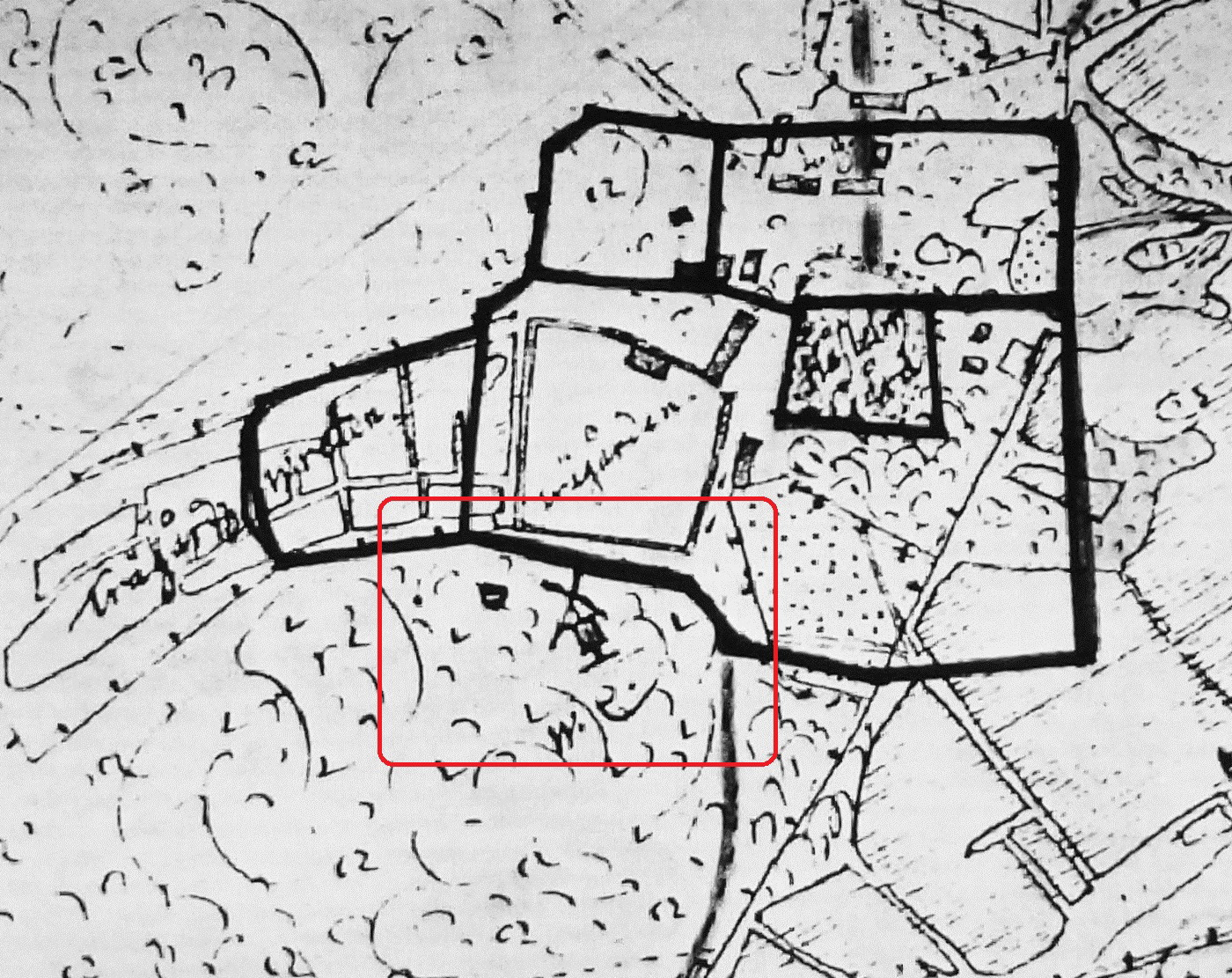
Hässelby säteri 1652 (väderkvarnen i röd ram)
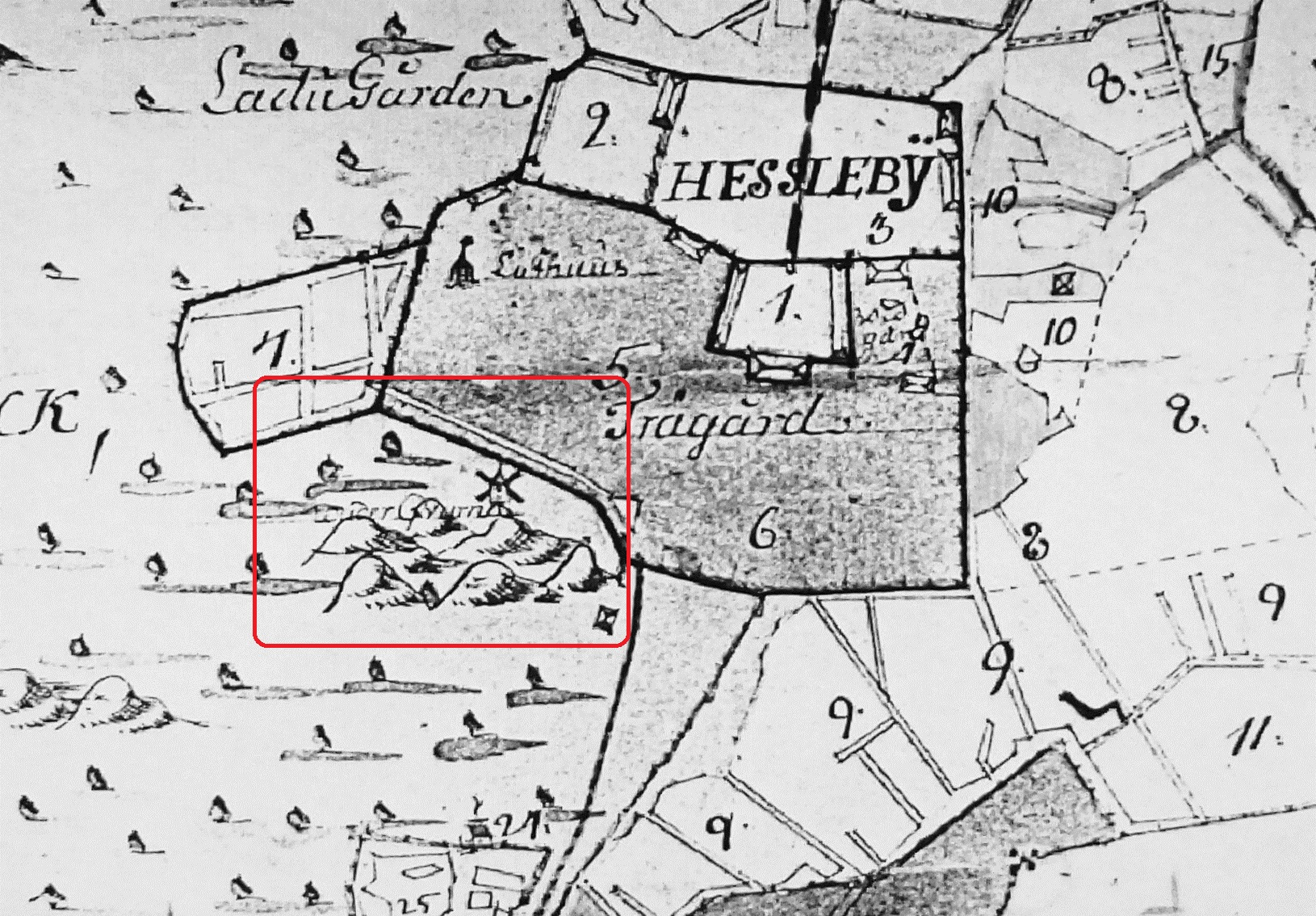
Hässelby säteri 1731 (väderkvarnen i röd ram)
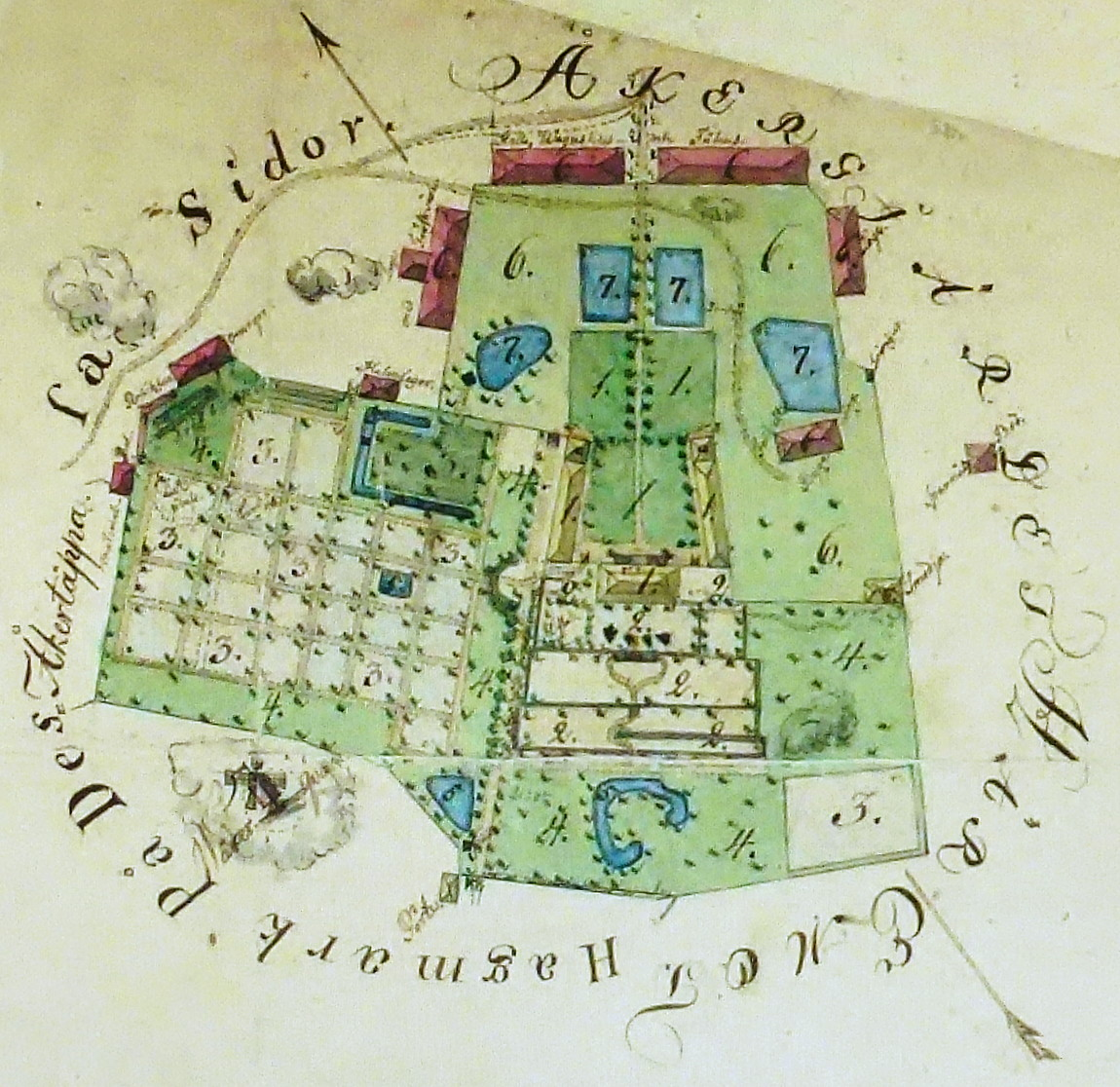
Hässelby säteri 1812
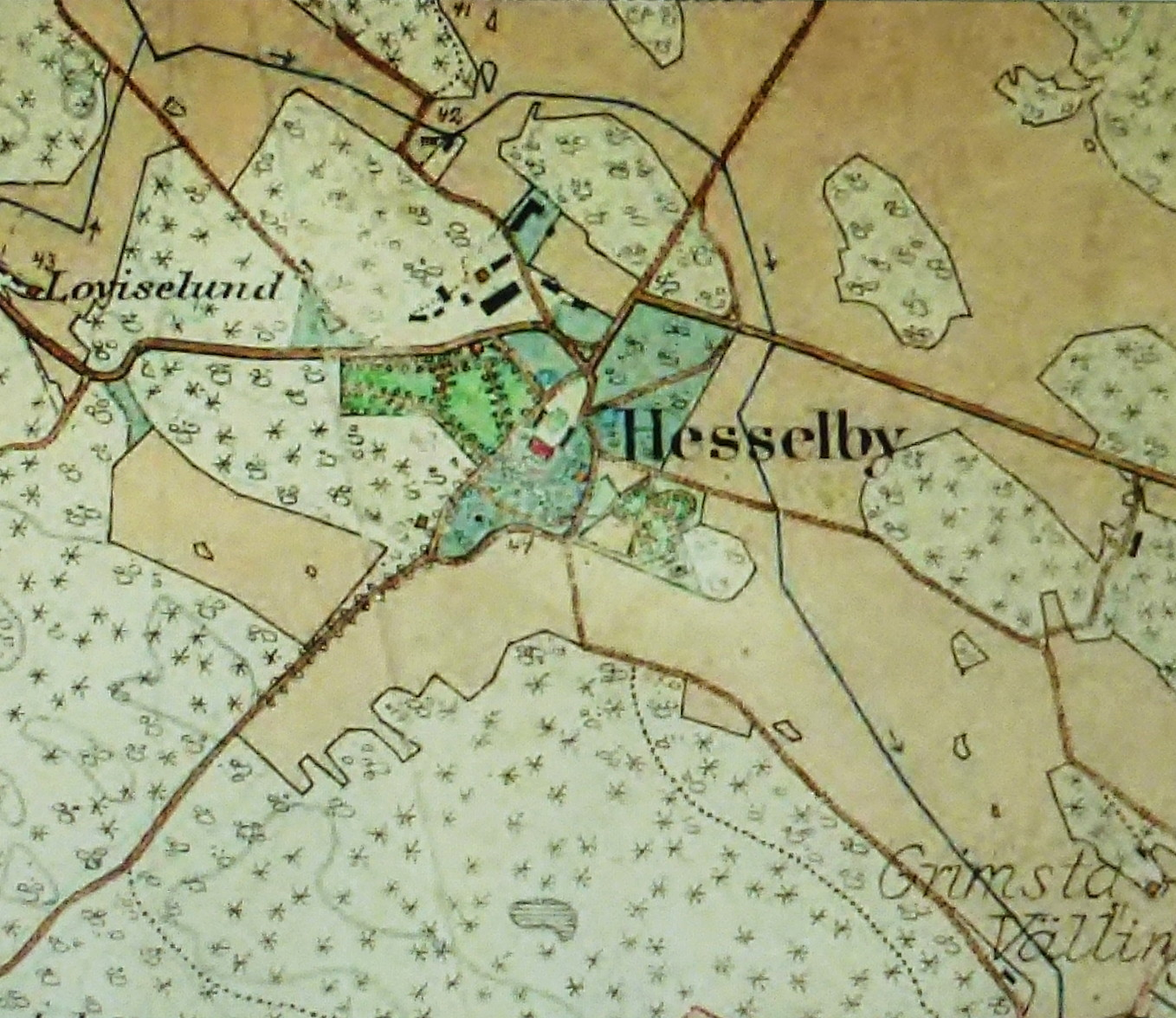
Hässelby säteri ca 1901

### Branden 1721
Vid den stora branden år 1721 ödelades den översta våningen. Vid en storm tände en gnista eld på stora husets spåntak. Hela övervåningen med kapellet (kyrkorummet) och det värdefulla biblioteket förstördes helt av branden och våningen under skadades. Vid återuppbyggnaden ändrades takets form vilket gav byggnaden dess nuvarande utseende.

### Barockträdgården, fruktträdgården och trädgårdsodlingarna

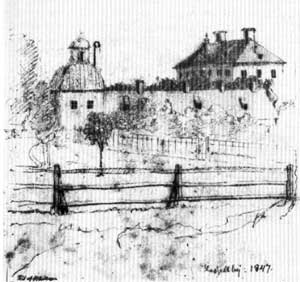
"Hässelby slott" 1847, teckning av Otto Wallgren. Slottet med en del av fruktträdgården i förgrunden.

Sedan 1600-talet har godset varit berömt för sin trädgård. I början av 1700-talet anlades en barockträdgård söder och väster om huvudbyggnaden. Trädgården och parken har haft stor betydelse för slottet. På en karta från 1812 syns parterrer, stenmurar, gräsmark, vägar, fruktbärande träd och lövträd. Här låg också ett orangeri och väster om slottet fanns en stor fruktträdgård med träd och bärbuskar. Mot norr fanns en allé flankerad av några fiskdammar. Till säteriet hörde även en vatten- och en väderkvarn (se Hässelby kvarn). Handelsträdgårdar etablerades här under 1800-talet, då storstaden växte. På godsets marker har också egnahemsbebyggelse tillkommit sedan sekelskiftet 1900 och på 1950-talet tillkom även koloniträdgårdar alldeles intill slottet. Området var i stort sett obebyggt fram till slutet av 1800-talet. Ägaren till Hässelby slott, greve Carl Trolle-Bonde, arrenderade ut tomter till arbetarna vid Lövsta sopstation. År 1900 började han även sälja tomter via sitt nya bolag, AB Hässelby Egendom. Förutom till arbetare vände man sig till trädgårdsmästare, eftersom Lövstaanläggningen gjorde att det fanns god tillgång på gödsel i området. De professionella trädgårdsodlingarna med deras drivbänkar och växthus kom att prägla Hässelby villastad under större delen av 1900-talet.
I samband med restaureringen 1960-1963 återskapade trädgårdsarkitekten Sven A. Hermelin ett stycke barockträdgård med häckmönster, fontäner och örtagård med 1600-talsväxter. Han försåg då de gamla terrasserna på manbyggnadens sydsida på stabila grunder med fontäner och parterrhäckar av svensk gran. Den tidigare fruktträdgården väster om slottet uppläts redan på 1950-talet till koloniträdgårdar.

### Historiska bilder

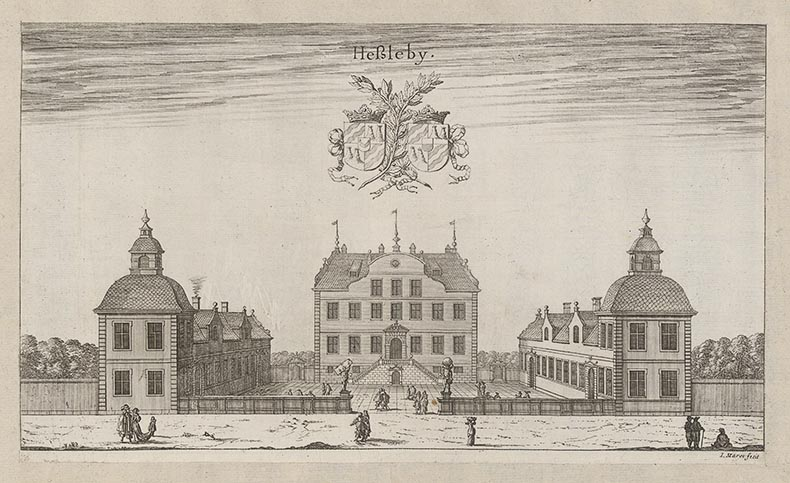
"Heßleby" 1679, gravyr av Jean Marot i Suecia Antiqua et Hodierna.
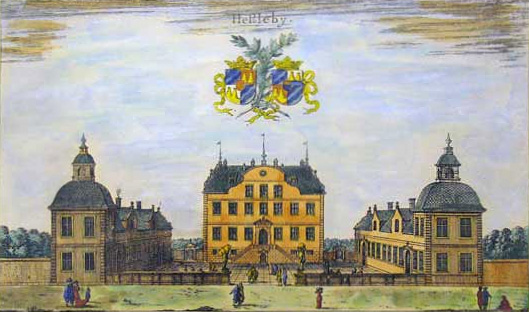
Hässelby slott 1670, gravyr av Jean Marot i Suecia Antiqua et Hodierna. Fri handkolorering med egen färgsättning, troligtvis någon gång under 1800-talet.
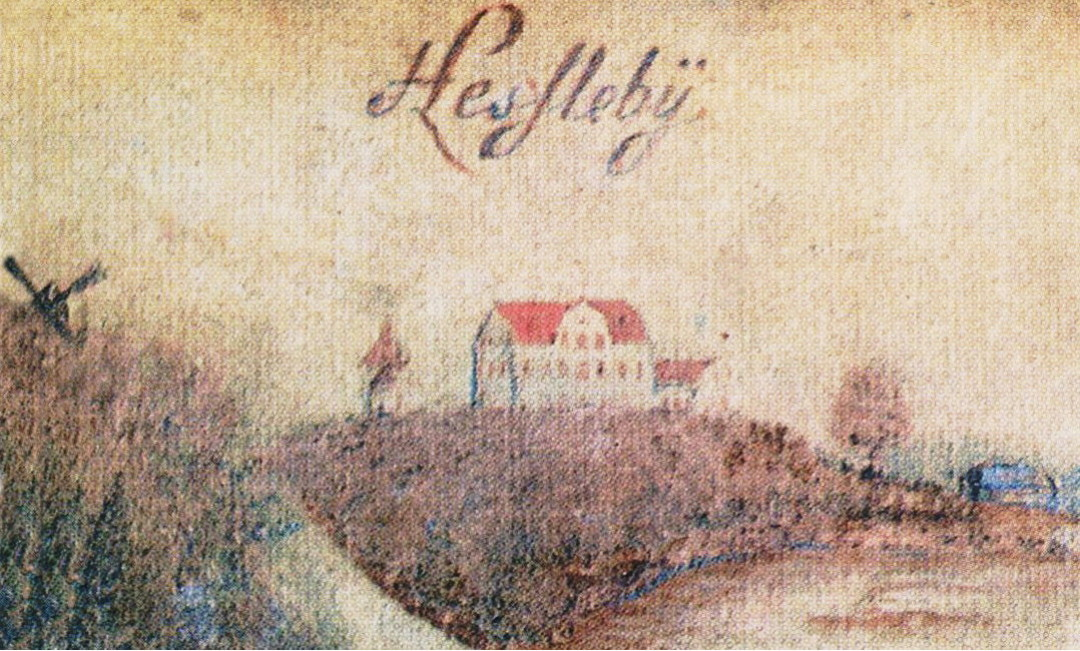
"Hesslebÿ"  med Hässelby kvarn på 1680-talet, gouachemålning av Carl Gripenhielm i Gripenhielms Mälarkarta från 1689.
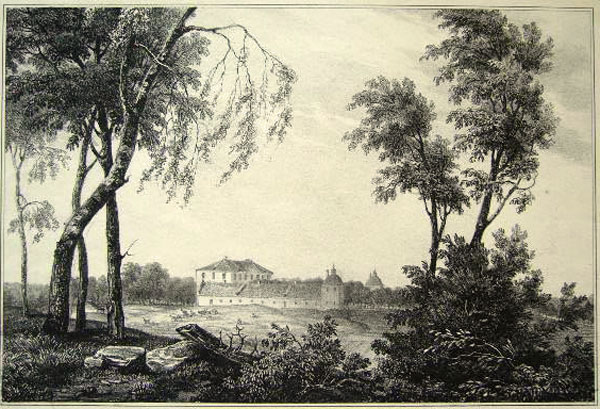
"Hässelby slott" i början av 1800-talet, litografi tryckt hos Gjötström & Magnusson.
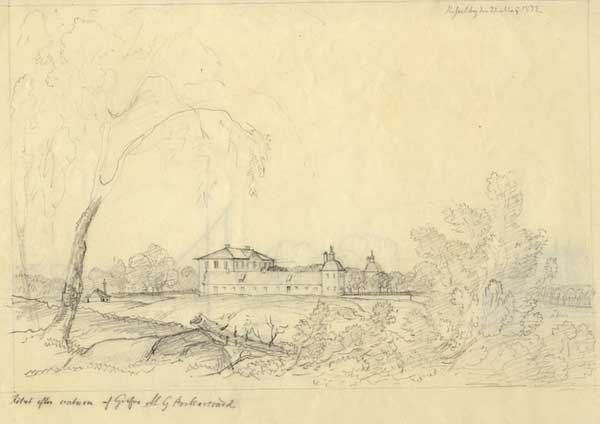
"Hässelby slott", teckning 1832. "Ritat efter naturen" den 22 maj 1832 av Michael Gustaf Anckarsvärd.
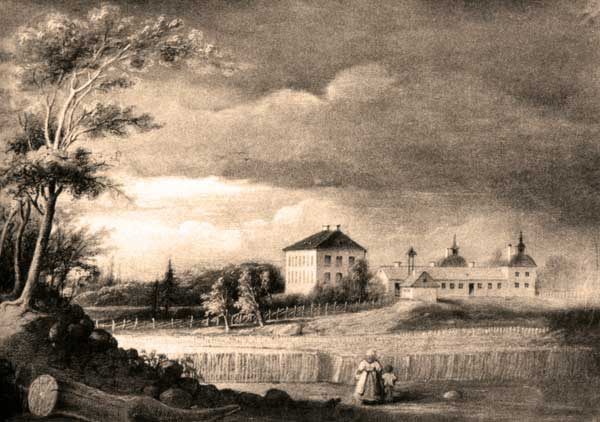
"Hässelby slott" på 1850-talet, pastellkrita av okänd konstnär.
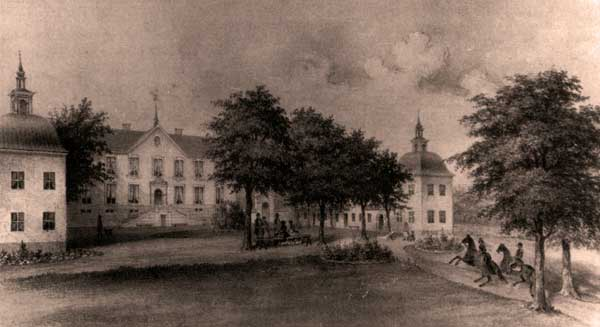
"Hässelby slott" 1868, litografi av Johann Friedrich Meyer.
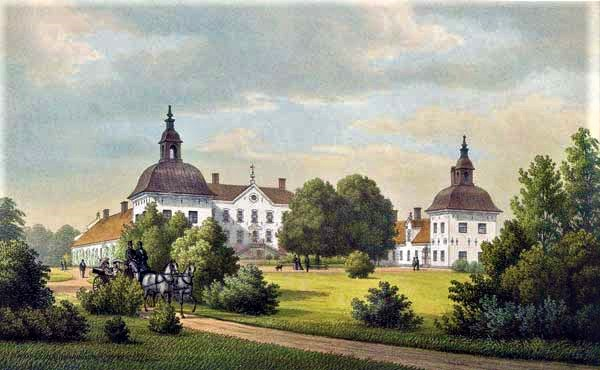
"Hässelby slott" 1881, litografi av Alexander Nay. Från verket "Uplands Herregårdar" (1881), Klingspor & Schlegel.

### 1800- och 1900-talen
Vid mitten av 1800-talet förändrades fasaden och den stora fritrappan mot borggården byggdes om. Säterigården hade ursprungligen påkostade inredningar men av detta finns idag mycket litet kvar. Huvudbyggnadens inredningar präglas istället av 1800-talets smak och av 1960-talets ombyggnader. På grund av branden 1941 och på grund av många ombyggnader finns det av äldre detaljer endast några öppna spisar och dekorerade gustavianska kakelugnar kvar. Då byggnaden restaurerades 1960-1963 för att bli ett nordiskt kulturcentrum leddes arbetet med restaureringen av stadens arkitekt Nils Sterner och stadsantikvarien Gösta Selling. Invändigt har i biblioteket ett grisaillemålat innertak från 1600-talet satts upp. Taket har hämtats från ett hus i Gamla stan. 

### Stenladugården
Under den tiden då bankiren Carl Gustaf Cervin var ägare till Hässelbygodset uppfördes 1863 en stor ladugård i sten. Byggnaden hade två våningar, blev 52 meter lång och 20 meter bred, väggarna uppmurades av gråsten och taket täcktes med spån. I byggnaden fanns plats för 140 djur, huvudsakligen mjölkkor. Mjölkproduktionen på Hässelby fick näst intill industrimässiga dimensioner. Korna mjölkades för hand av fem kvinnor, två gångar om dagen och produktionen låg på 600 till 800 liter dagligen. Det mesta av mjölken såldes till Stockholm. Allt övrigt arbete sköttes av en förman och två ladugårdskarlar.
Efter att all jordbruksverksamhet hade upphört på Hässelby stod den stora ladugården tom i många år. På 1950-talet beslöts att bygga om anläggningen till bilgarage. På hösten 1959 startade Scania-Vabis ett garage för 50 bilar i övervåningen och i bottenvåningen öppnade Volkswagen verkstad och bensinstation. Fortfarande idag (2013) finns bilrelaterad verksamhet i byggnaden. Av den gamla inredningen finns dock inget kvar.

### Gallerie Plaisiren
Den rödfärgade magasinsbyggnaden nära infarten och som byggdes 1869, då slottet ägdes av bankiren Carl Cervin, blev konstgalleri med pingponghall, "Gallerie Plaisiren", döpt efter ett gammalt torp. Byggnaden är idag byggnadsminne. Källaren har inretts till samlingslokal. Den är kanske äldre än huset.

## Nyare historik

### Stockholms stad tar över och säljer

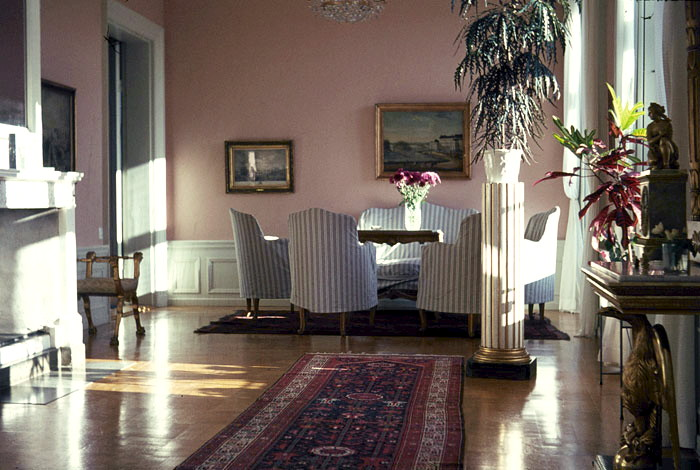
Galleriet med rokokomöbler från 1700-talet, som det såg ut på 1960-talet.

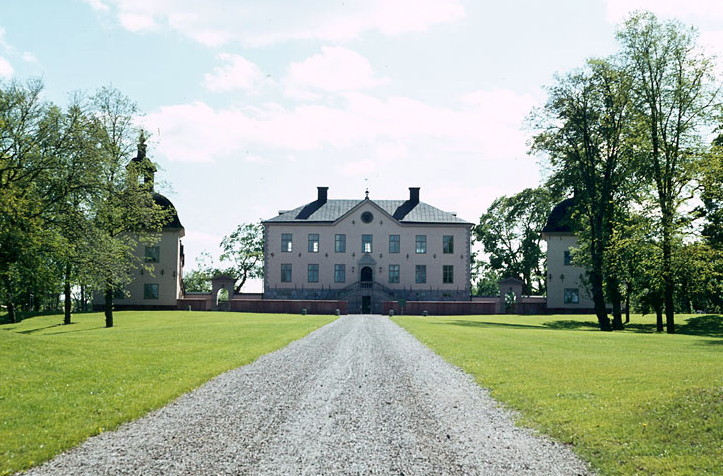
Hässelby slott i juni 1964.

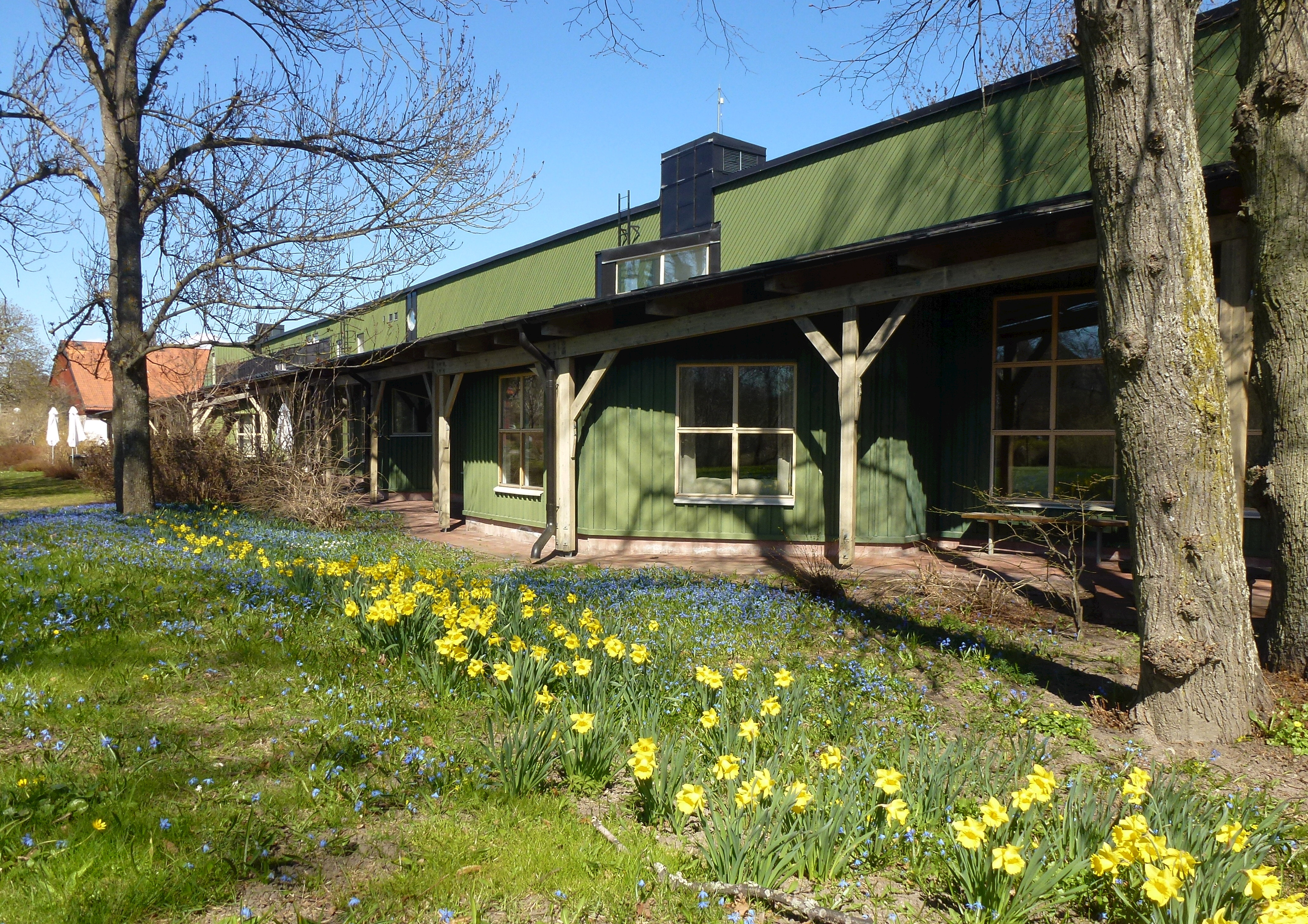
Utökningen från 1986, mot syd.

Hässelby var i släkten Bondes ägo fram till 1931 då Stockholms stad förvärvade gården. Marken låg då inte inom Stockholms stads gränser. Från slottets ägor har, med början i form av tomtarrenden redan under sent 1800-tal, de nuvarande stadsdelarna Hässelby gård, Hässelby strand och Hässelby villastad avstyckats. Den dåvarande säljaren, Christer Bonde, började redan 1925 att förhandla med Stockholms fastighetsnämnd om en försäljning av egendomen. Han ville egentligen behålla själva slottet med omgivande trädgård, men staden ville inte gå med på det utan ställde som villkor för köpet att hela godset ingick. I stadsfullmäktige var inte alla nöjda med det pågående köpet. Efter långdragna diskussioner godkändes köpet den 16 mars 1931. Bonde fick dispositionsrätt att bo i gården till den 15 oktober 1951. Då upphörde även all jordbruk på Hässelby.
I april 1960 föreslog Hjalmar Mehr att Hässelby slott skulle kunna bli ett kulturcentrum för de fyra nordiska huvudstäderna, Stockholm, Oslo, Köpenhamn och Helsingfors. Efter restaureringen av anläggningen inrättades ”De nordiska huvudstädernas centrum för kulturutbyte”, en stiftelse, som invigdes den 19 maj 1963 under närvaro av Gustav VI Adolf, Tage Erlander och ambassadörerna från alla nordiska länder. Centrum för verksamheten var Hässelby slott i Stockholm. Stiftelsen bildades 1963 och upphörde från och med år 2002.
Under 1970-talet visade det sig att lokalerna inte räckte till och staden beslöt 1978 att bygga ut anläggningen mot väst. Året därpå utlystes en allmän arkitekttävling och ett prisbelönt förslag (dock ej första priset) förverkligades. I januari 1986 avslutades byggnadsarbetena av utökning med nya konferenslokaler och en hotelldel. Byggnaden ritades av arkitekt Sören Thurell och fick en långsträckt, oregelbunden form. Med sin slätputsade fasad not norr anknyter den till slottets karaktär, medan sidan mot trädgården med en pergola skapar ett självständigt och välproportionerat uterum. Med tillbyggnaden hade man ökat antal uthyrbara rum från 48 till 73. I samband med invigningen skänkte Stockholms stad skulpturgruppen "Råd-Rum" av konstnären Leif Bolter till stiftelsen Hässelby. Konstverket består av fem höga monoliter i huggen och slipad diabas samt en böjd mässingskena. Verket står på en kulle vid infarten till slottet.
År 1998 firade man att slottet funnits i 350 år och utgör därmed en av de äldsta profana byggnader i Stockholm. Stiftelsen ”De nordiska huvudstädernas centrum för kulturutbyte” lades ner den 31 december 2001. Redan år 1995 tog Fazer konferens över driften av slottet. 
Det finns numera endast ett fåtal byggnader kvar av alla dem som en gång har hört till Hässelbygården: en smedja från 1700-talet, en statarlänga kallad Apelberg som troligen uppfördes 1791 samt ett spannmålsmagasin kallat "Plaisiren", uppfört 1869. Till slottsmiljön hör dessutom en stor stenladugård från 1860-talet, som ligger inom en annan fastighet på andra sidan Kvarnhagsgatan och som nyttjas idag av bilhandlare.

### Branden 1941

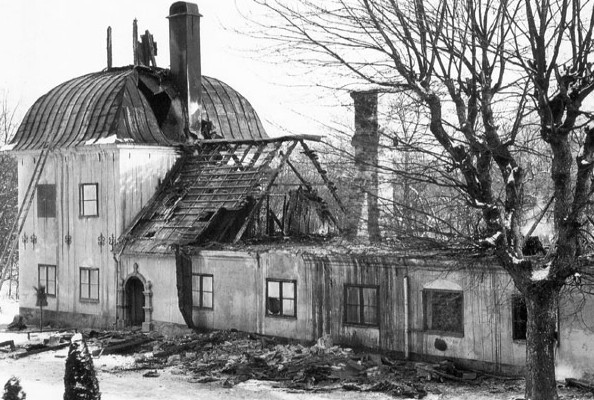
Östra flygeln efter branden 1941.

En kall januarinatt 1941, utbröt en häftig brand som ödelade hela den östra flygeln till Hässelby slott. Under andra världskriget var militärer inkvarterade i delar av ena flygelbyggnaden. Flygelns vindsvåning brann ner helt och bara de svartbrända skorstenarna och stenmurarna stod kvar. Trots eldens snabba och häftiga förlopp blev ingen skadad. Det hade bott åtta vuxna och två barn i flygelbyggnaden. Vid fyratiden på morgonen hade elden tagit sig ända fram till längans tornbyggnad. Medan tre brandmän sprutade vatten över det brinnande taket kollapsade tornspirans konstruktion. 
Tack vare brandkårens arbete och en närbelägen branddamm lyckades man hindra elden att sprida sig till själva huvudbyggnaden. Gården var försäkrad till drygt 38.000 kronor men det täckte inte eftersom skadan uppskattades till minst 100.000 kronor. Taket och det som skadats av exteriören byggdes snart upp igen men det var först 1960,  som man restaurerade den helt utbrända inredningen. Kostnaden blev då ungefär 300.000 kronor.

### Byggnadsminne
Den 1 oktober 2006 förklarade länsstyrelsen i Stockholms län med stöd av 3 kap 1 § lagen (1988:950) om kulturminnen (KLM) Hässelby slott på fastigheten Hässelby slott 1 för byggnadsminne. Motiveringen var: "Hässelby slott är ett representativt historiskt minnesmärke från den tid då den svenska adeln skaffade sig stora gods i Stockholmstrakten". Förutom själva slottsbyggnaden med sina flyglar ingår parken och tre andra byggnader i skyddet, vilket innebär att de inte får rivas eller flyttas. De får inte heller förändras utseendemässigt. Dessa tre byggnader är smedjan öster om gården, statarlängan "Apelberg" väster om gården och ett spannmålsmagasin från slutet av 1600-talet kallat "Spelmannen" eller "Plaisiren".

### Nutida bilder

#### Slottet

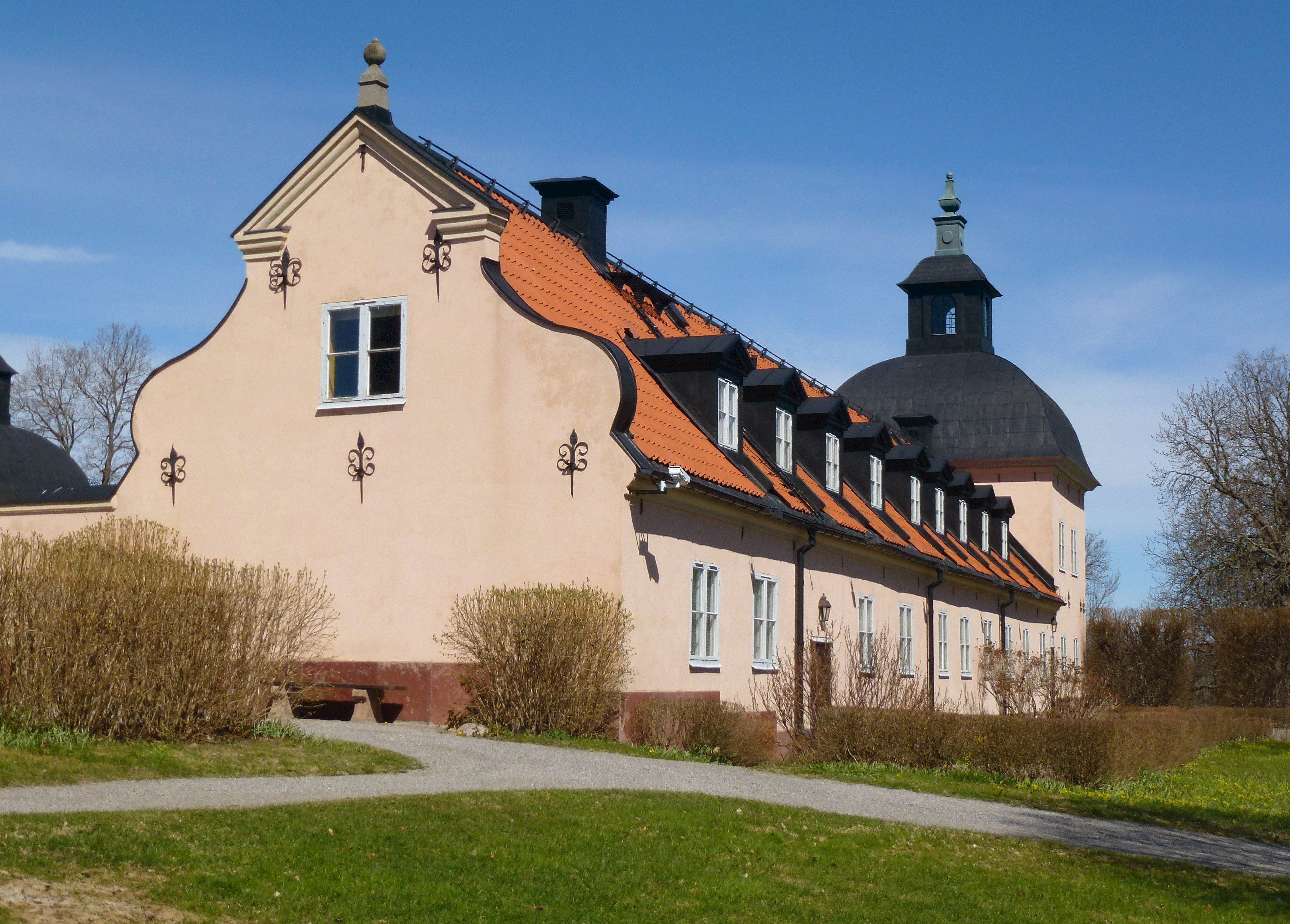
Östra flygeln, vy från sydost
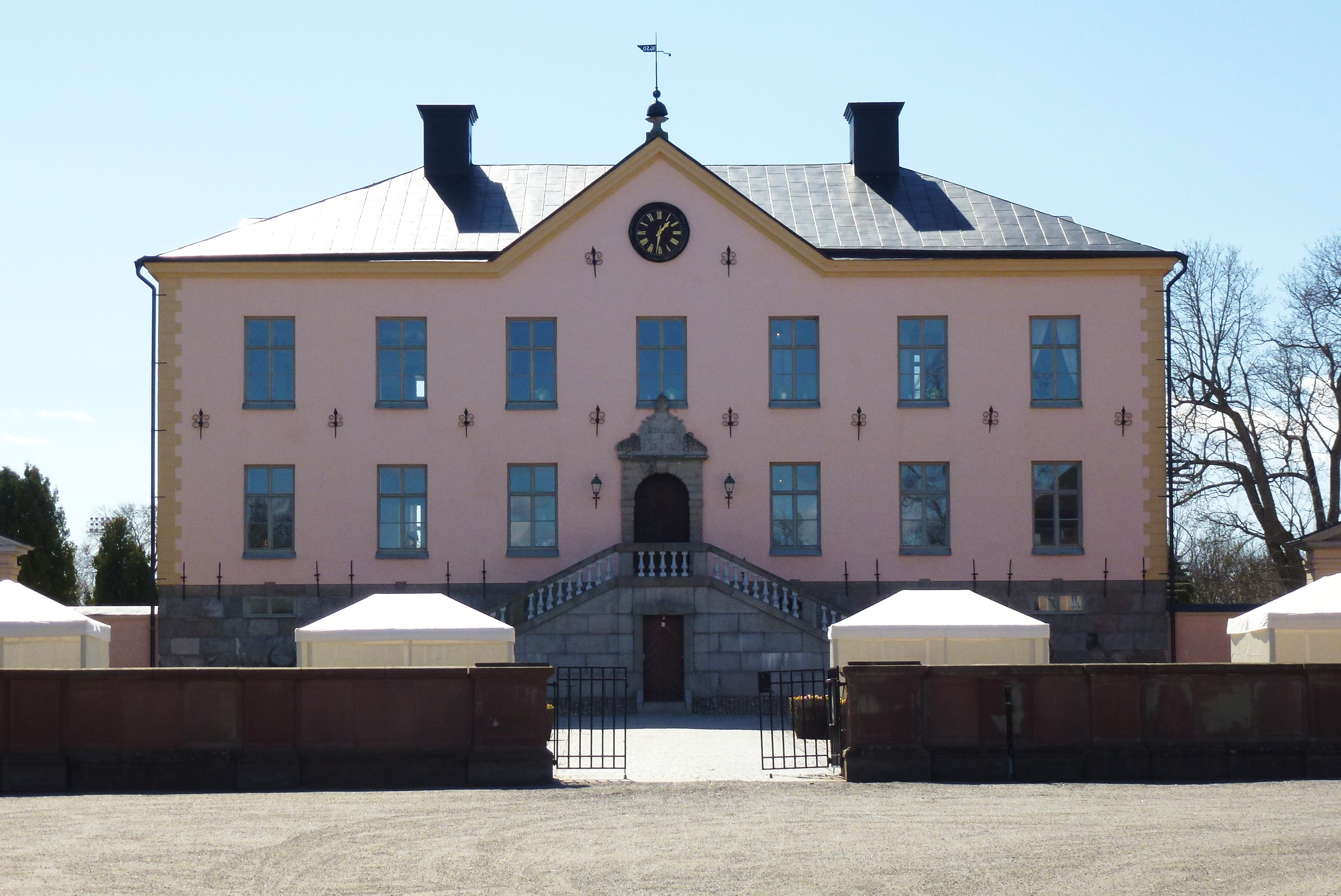
Huvudbyggnadens fasad
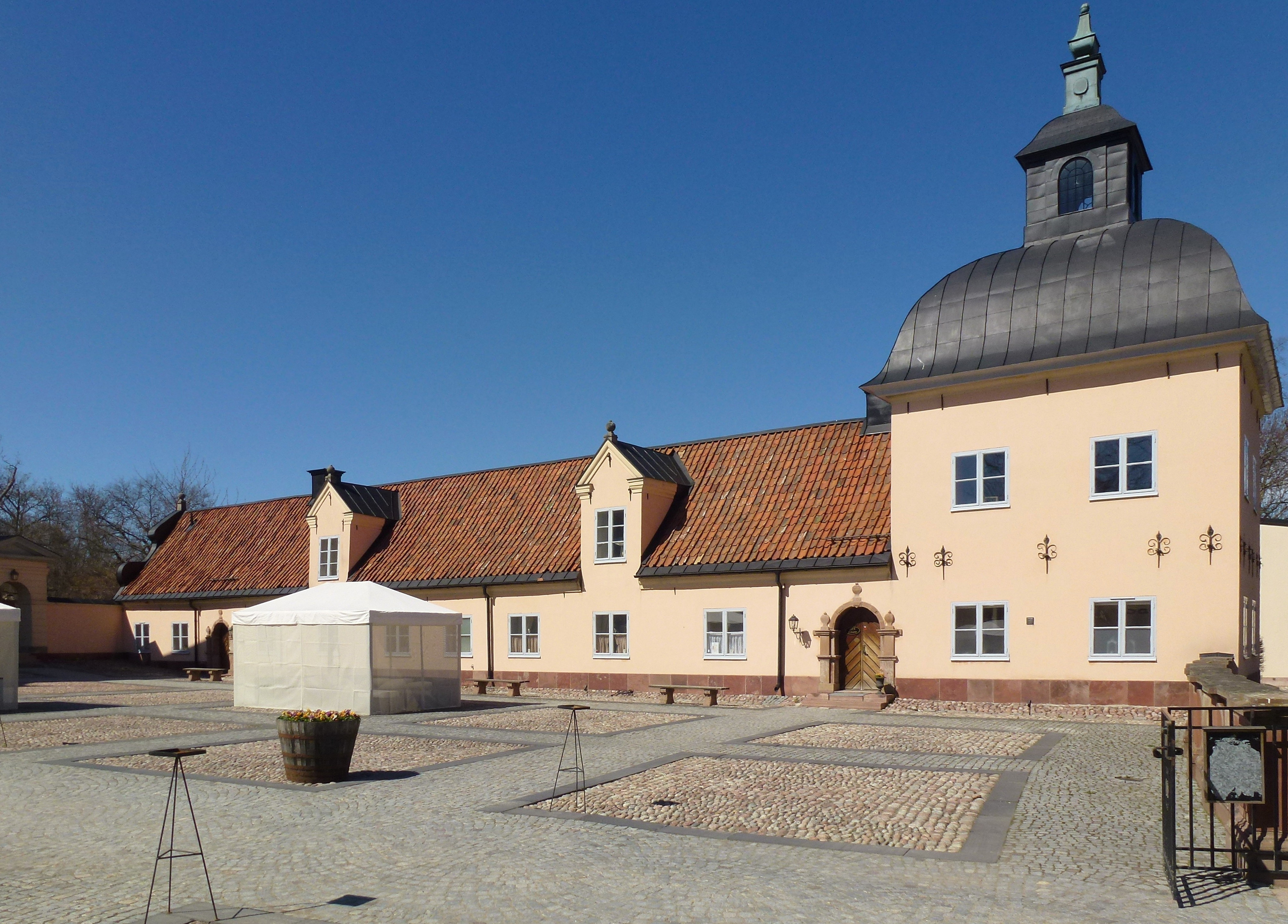
Västra flygeln
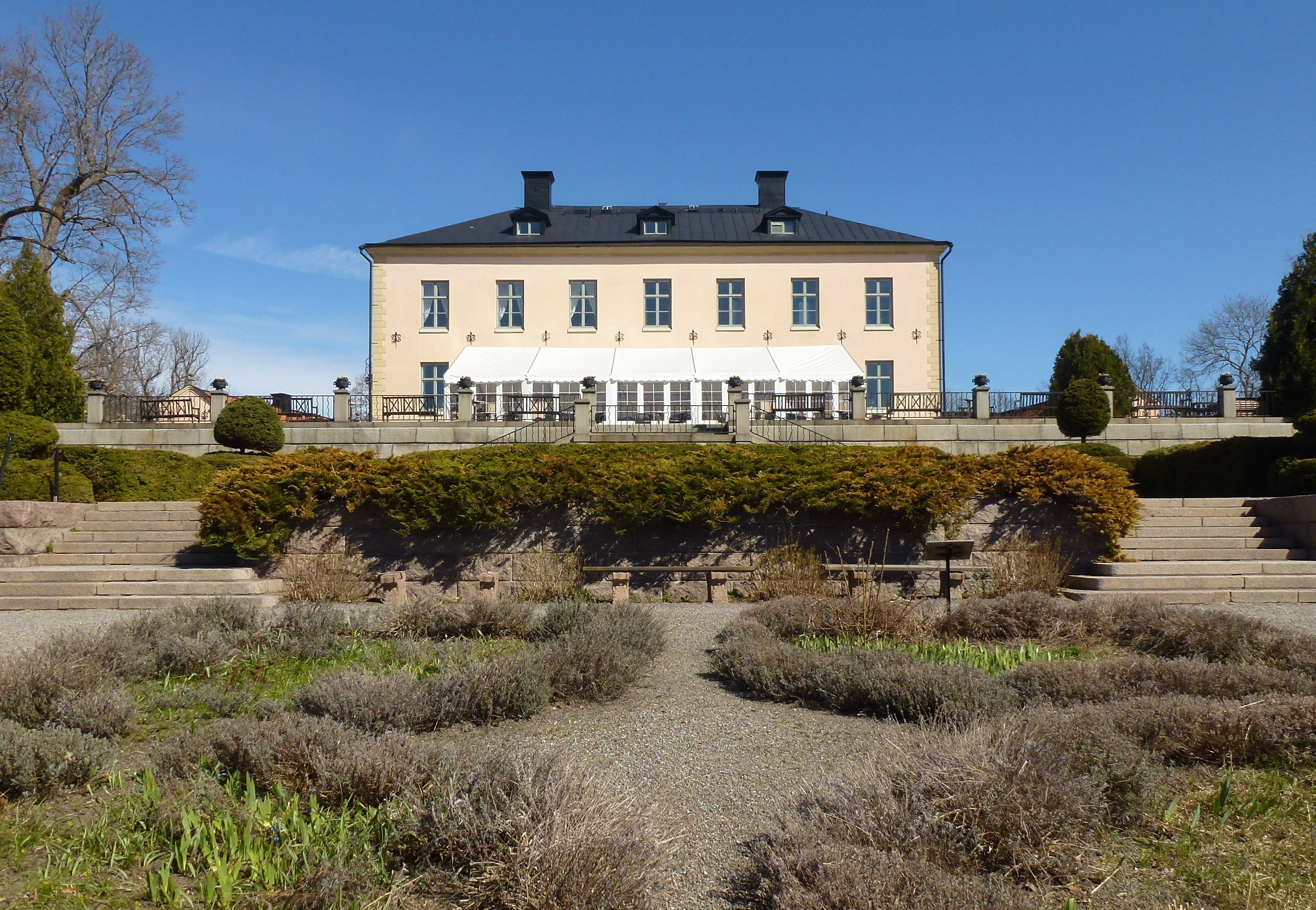
Huvudbyggnaden, vy från syd

#### Kvarvarande historiska byggnader

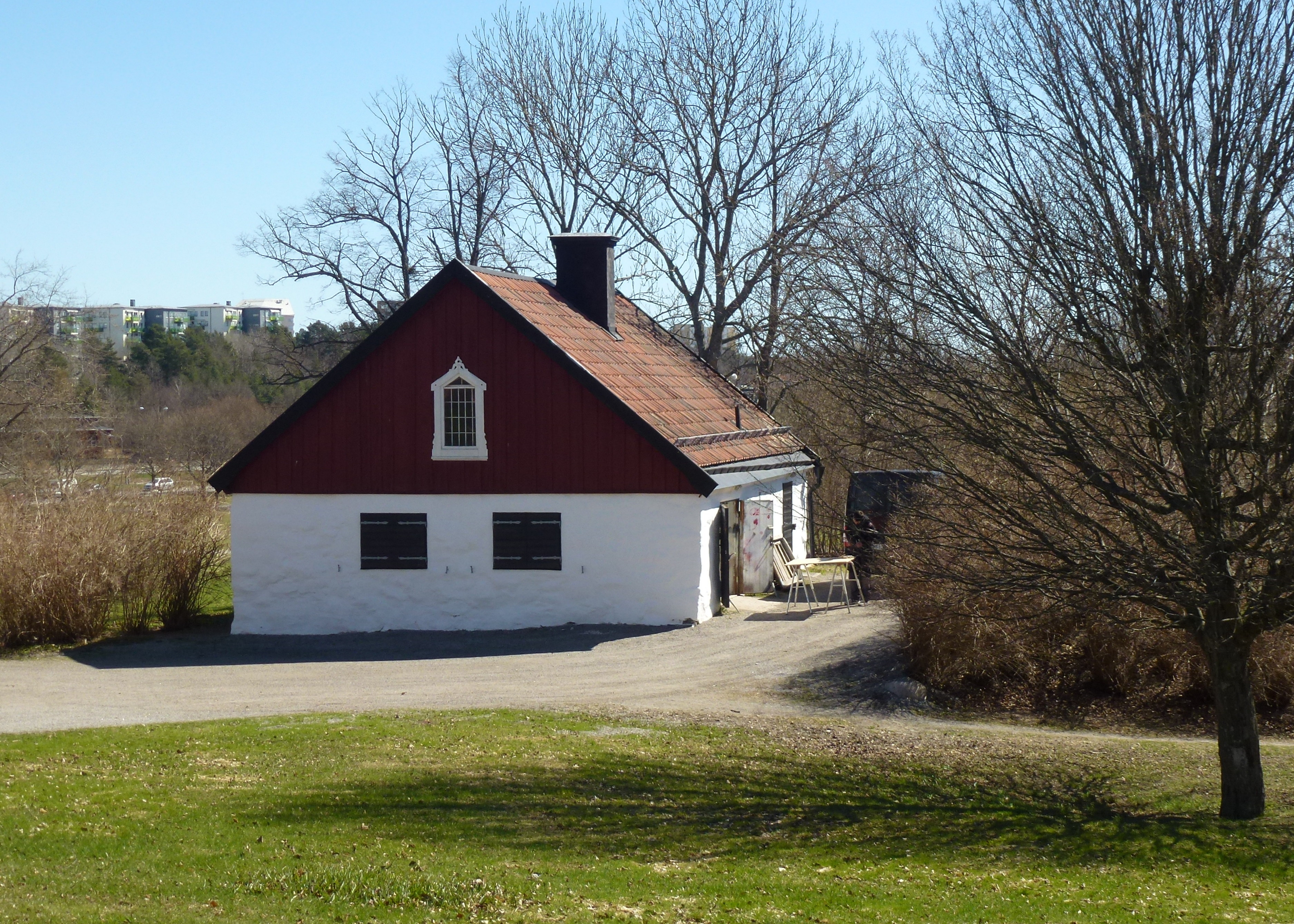
Smedjan (byggnadsminne), från 1700-talet
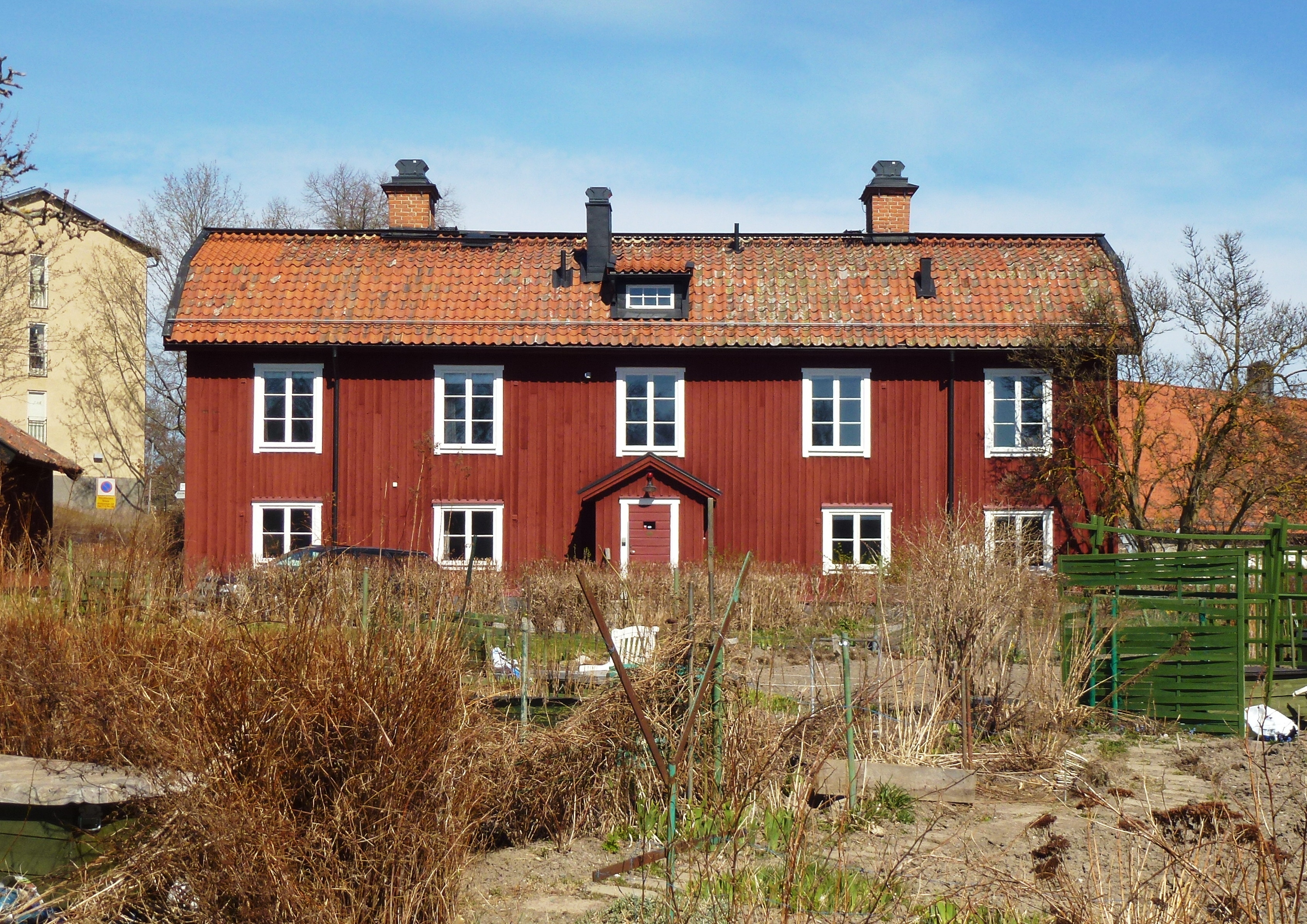
Statarlängen (byggnadsminne), troligen uppförd 1791
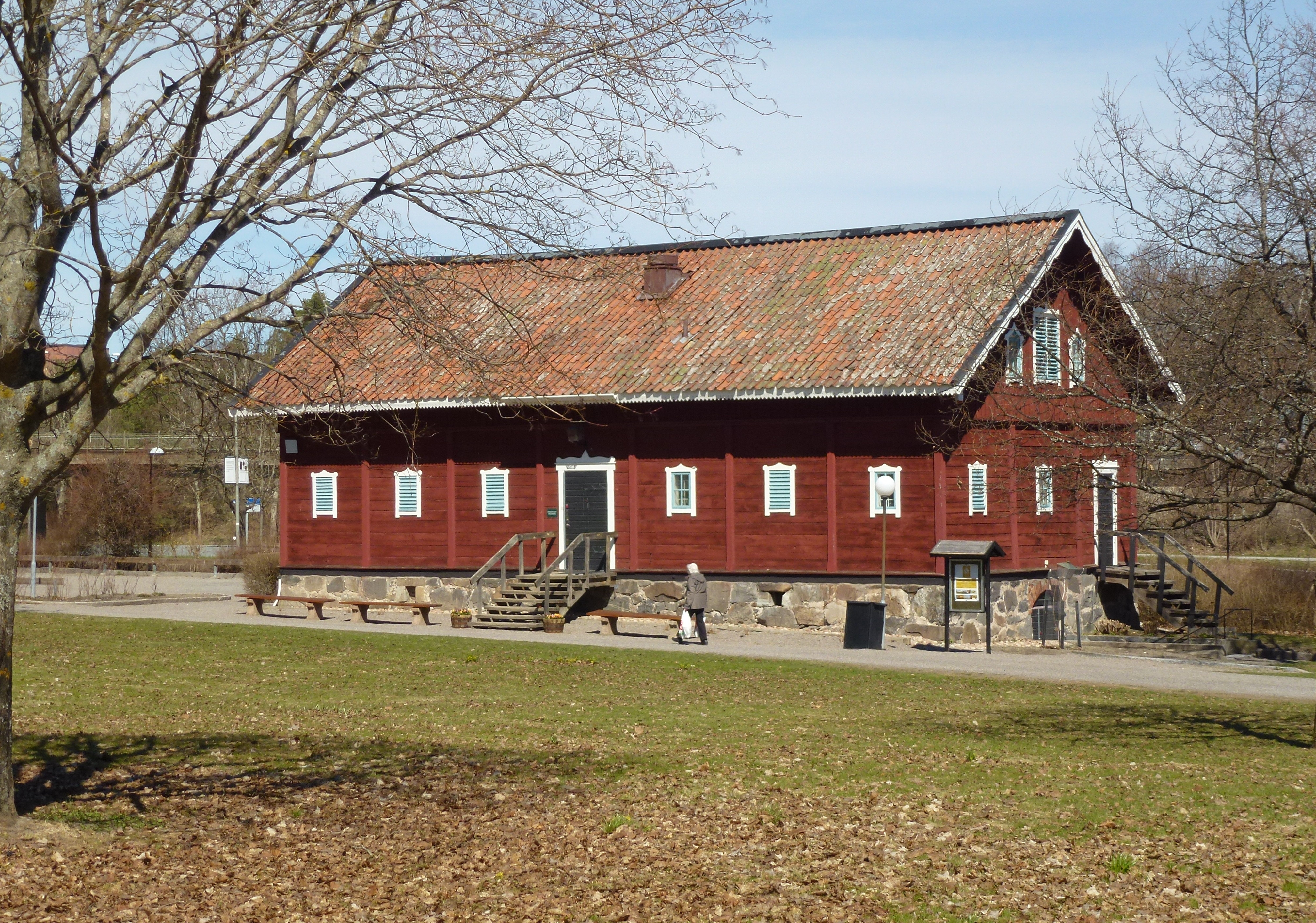
Spannmålsmagasinet "Plaisiren" (byggnadsminne), uppförd 1869
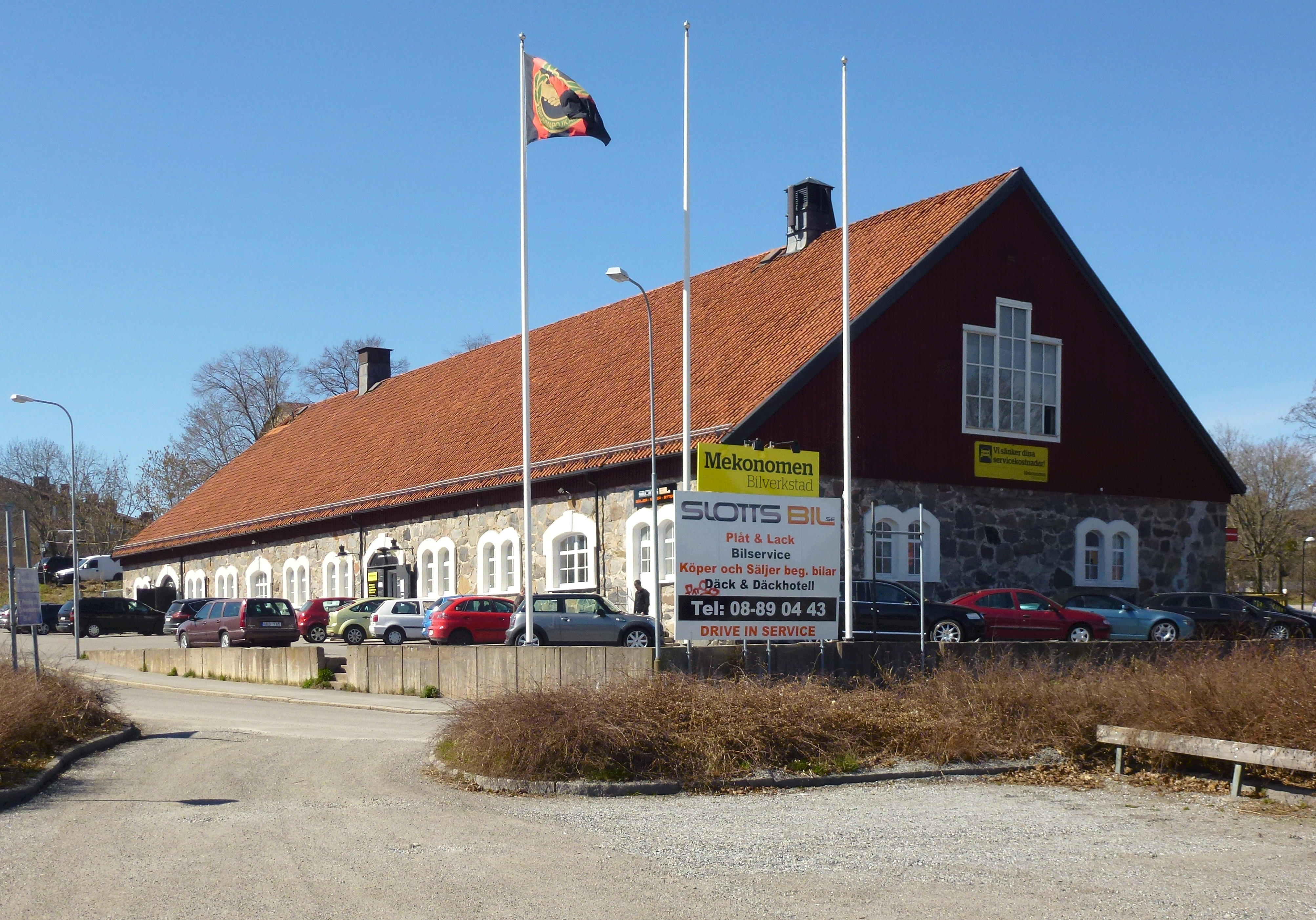
Stenladugården, från 1860-talet

#### Övriga bilder

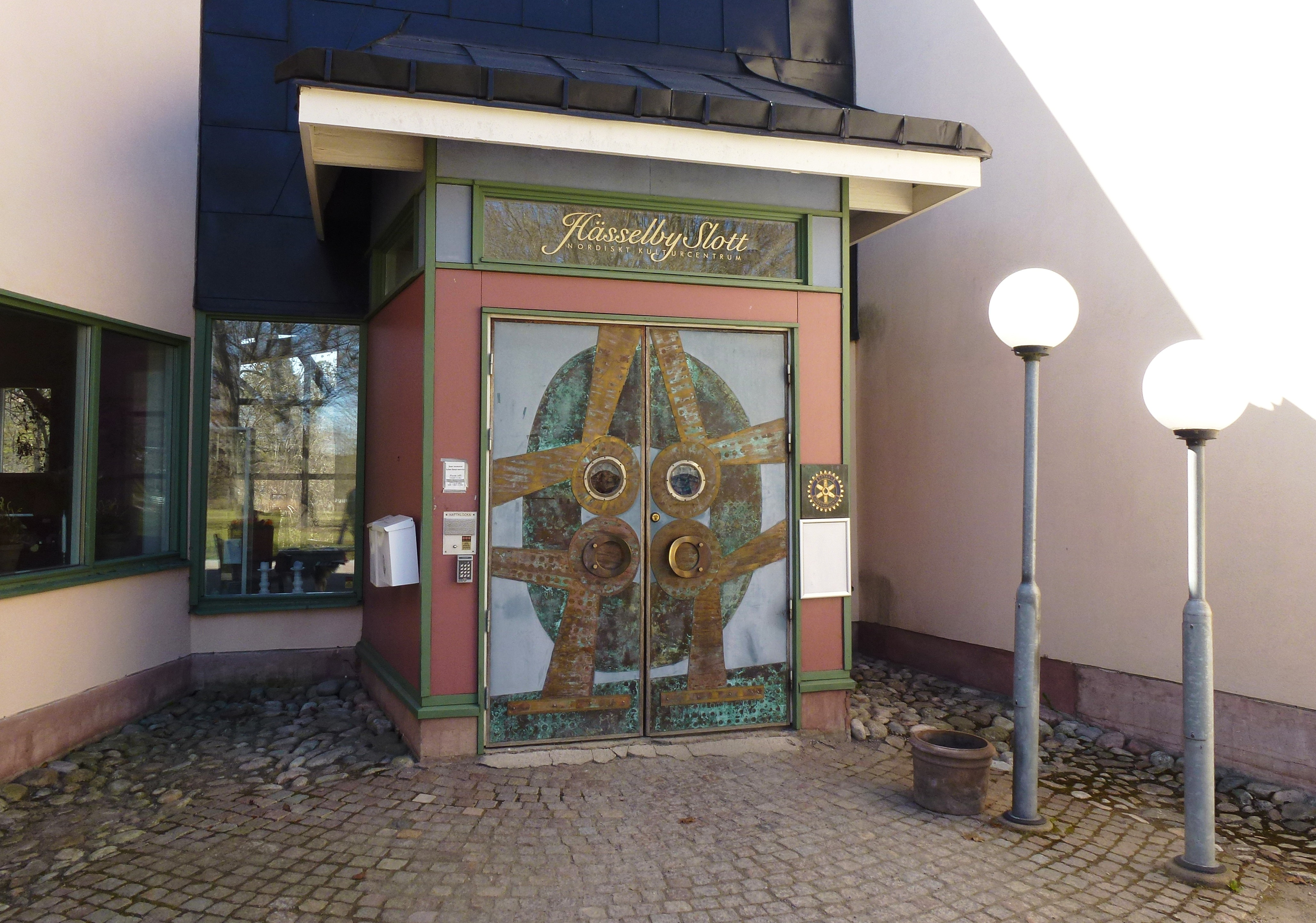
Entrén till annexet
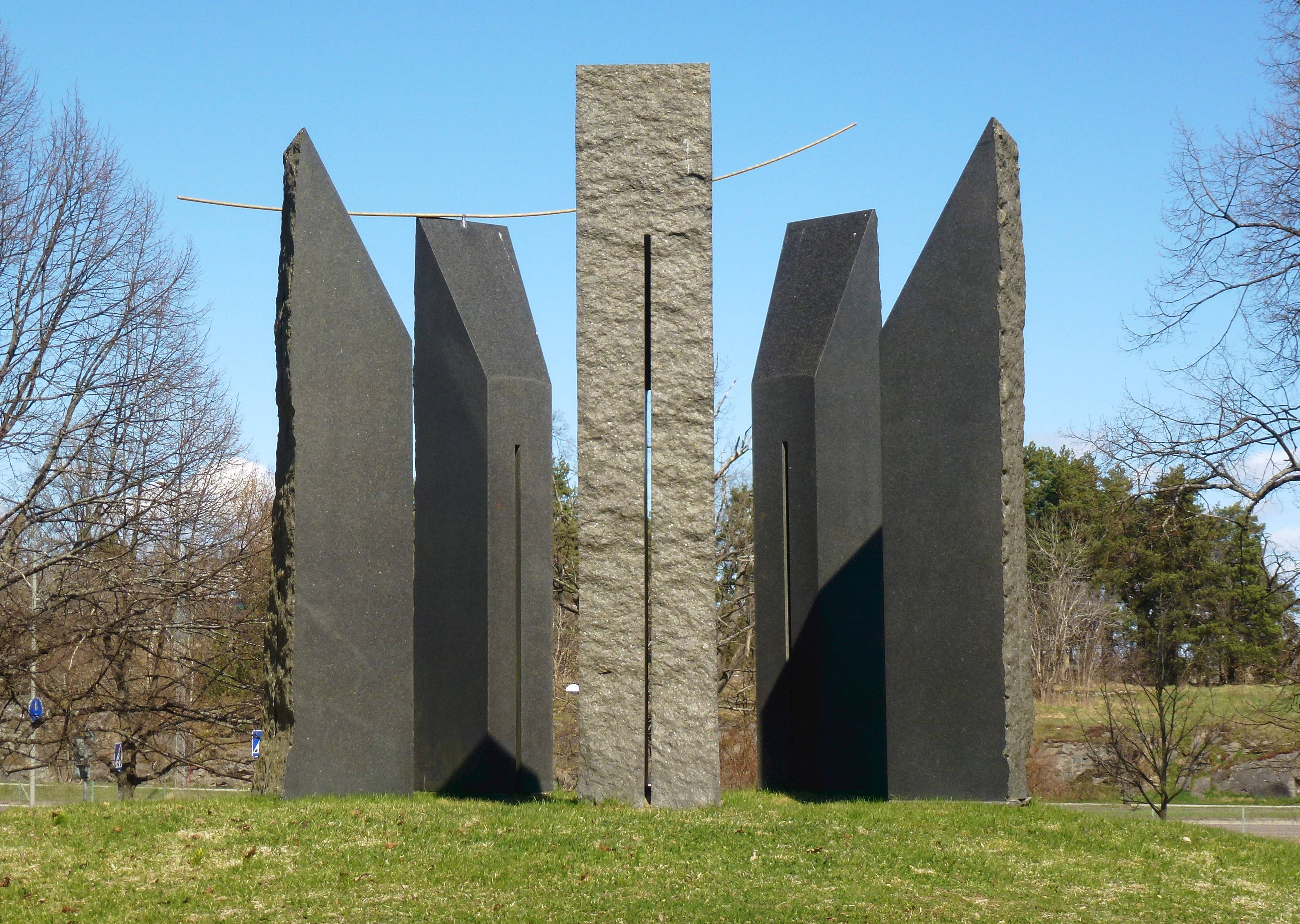
Skulptur "Råd-Rum" av Leif Bolter
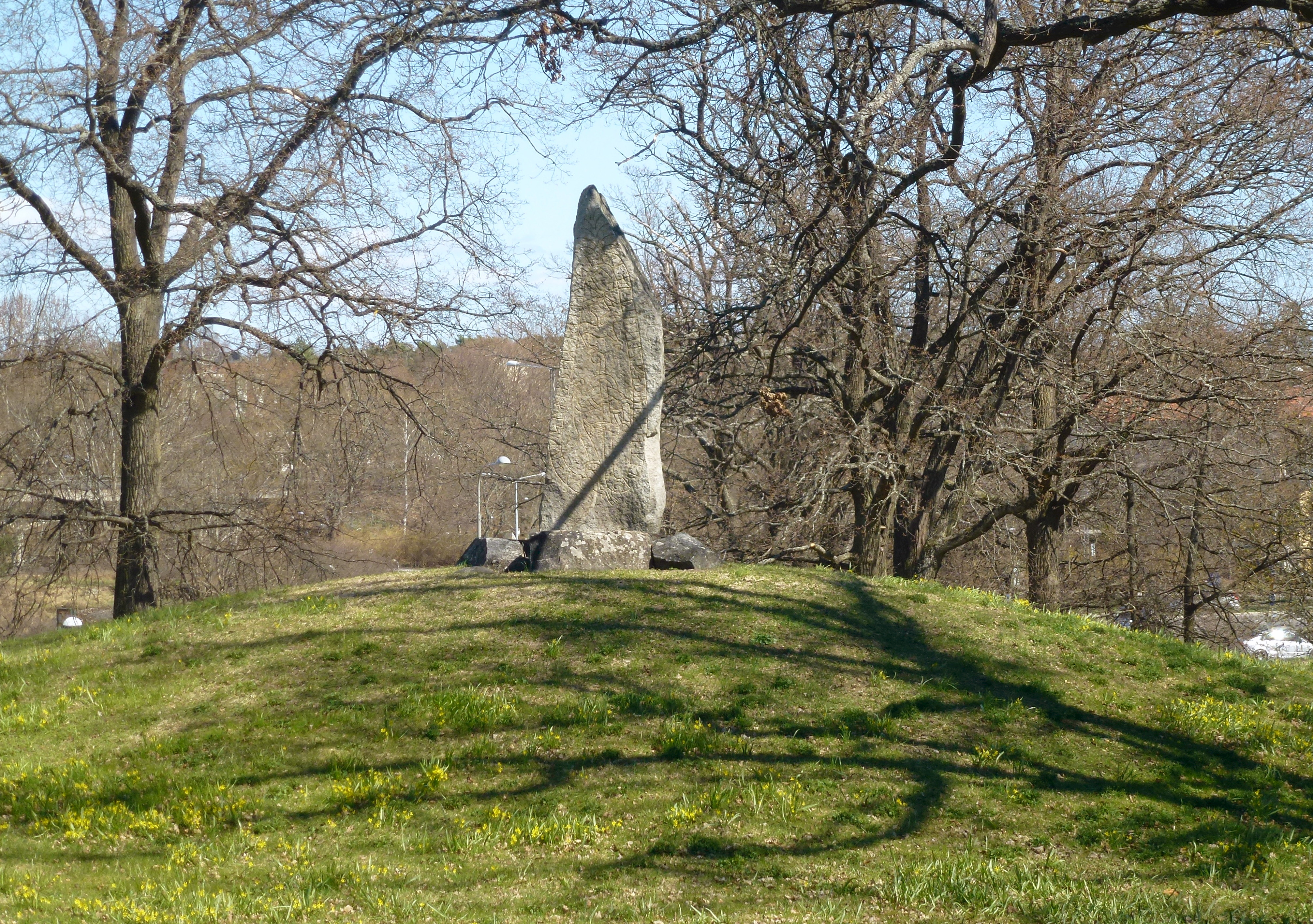
Upplands runinskrifter 79
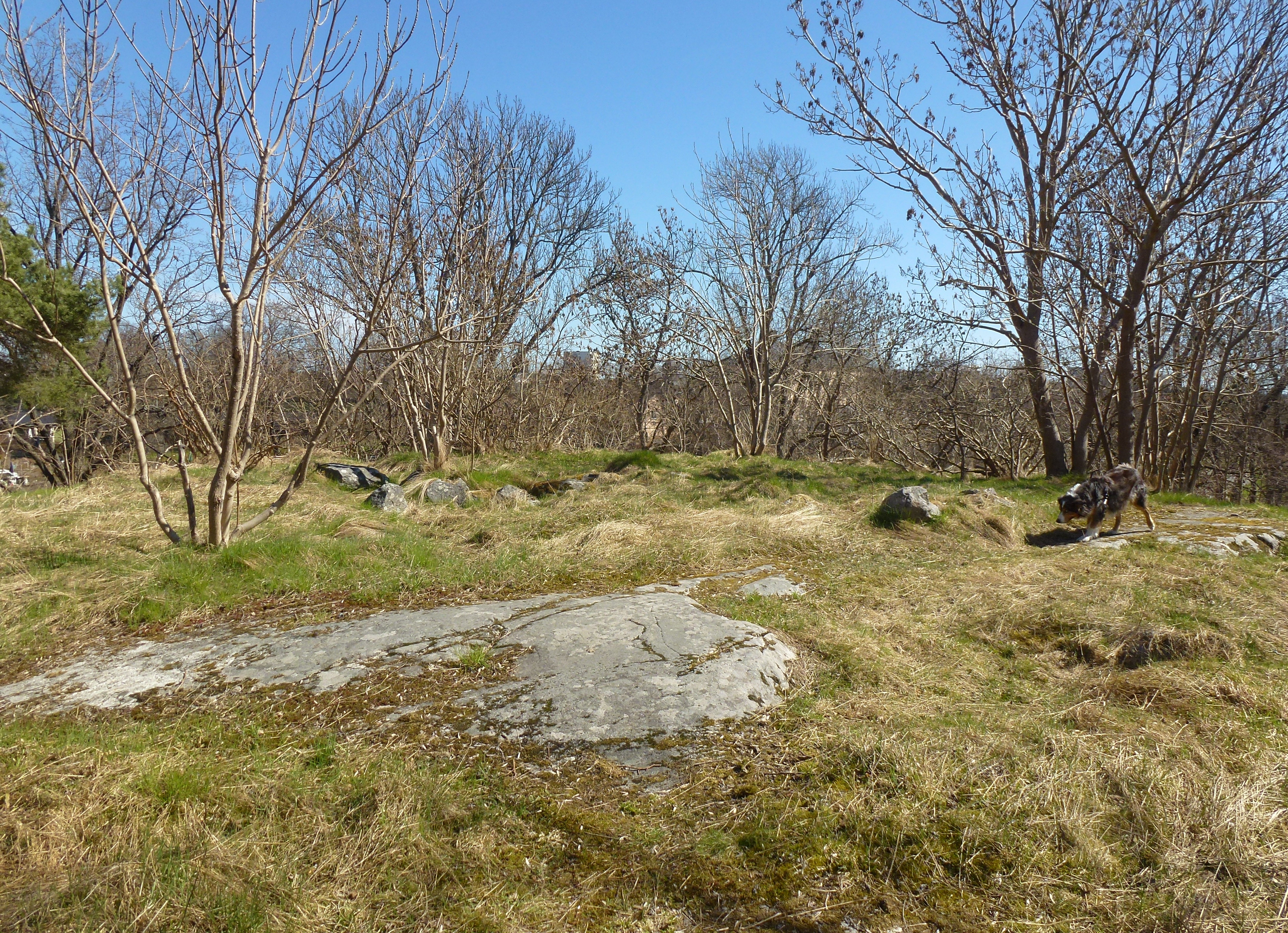
Väderkvarnsberget

## Ägare till Hässelby
Ägare från 1641 fram till idag:
- 1641-1652 Carl Bonde (1581–1652)
- 1652-1667 Gustaf Bonde (1620–1667), den förres son
- 1667-1699 Carl Bonde (1648-1699), den förres son
- 1699-1764 Gustaf Bonde (1682–1764), den förres son
- 1764-1805 Viveka Trolle (d. 1805), den förres änka
- 1805-1855 Gustaf Trolle-Bonde d.ä. (1773–1855), den förras sonson
- 1856-1876 Carl Gustaf Cervin (köp)
- 1876-1884 Gustaf Trolle-Bonde d.y. (1806–1884) (köp), brorson till Gustaf Trolle-Bonde d.ä.
- 1884-1912 Carl Trolle-Bonde (1843–1912)
- 1912-1931 Christer Bonde (1869–1957)
- 1931-2010 Stockholms stad
- 2010-     Hesselby Slott AB (med Tomas Ledin och Torbjörn Blomqvist som delägare)[23]